# Savage Africa
Pour plus de détails, voir Fiche technique et Distribution.
Savage Africa est un film documentaire français de Jacques Dupont sorti en 1950. 

## Fiche technique
- Titre : Savage Africa
- Autre titre : Congolaise
- Réalisation : Jacques Dupont
- Scénario : Peter Ordway
- Commentaire dit par Robert St John et Ray Morgan
- Photographie : Edmond Séchan
- Musique : Bernardo Segall (en)
- Production : Trinity Productions
- Pays d'origine :  France
- Format : Noir et blanc - 35 mm
- Genre : Documentaire
- Durée : 78 minutes
- Date de sortie : 17 avril 1950 (aux U.S.A.)